# سبخة حلق المنزل

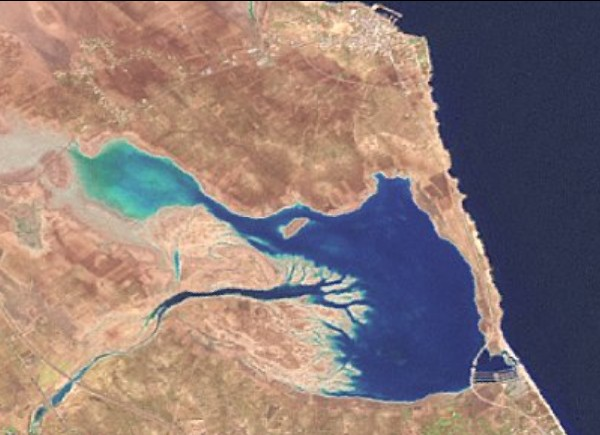
صورة فضائية لسبخة حلق المنزل

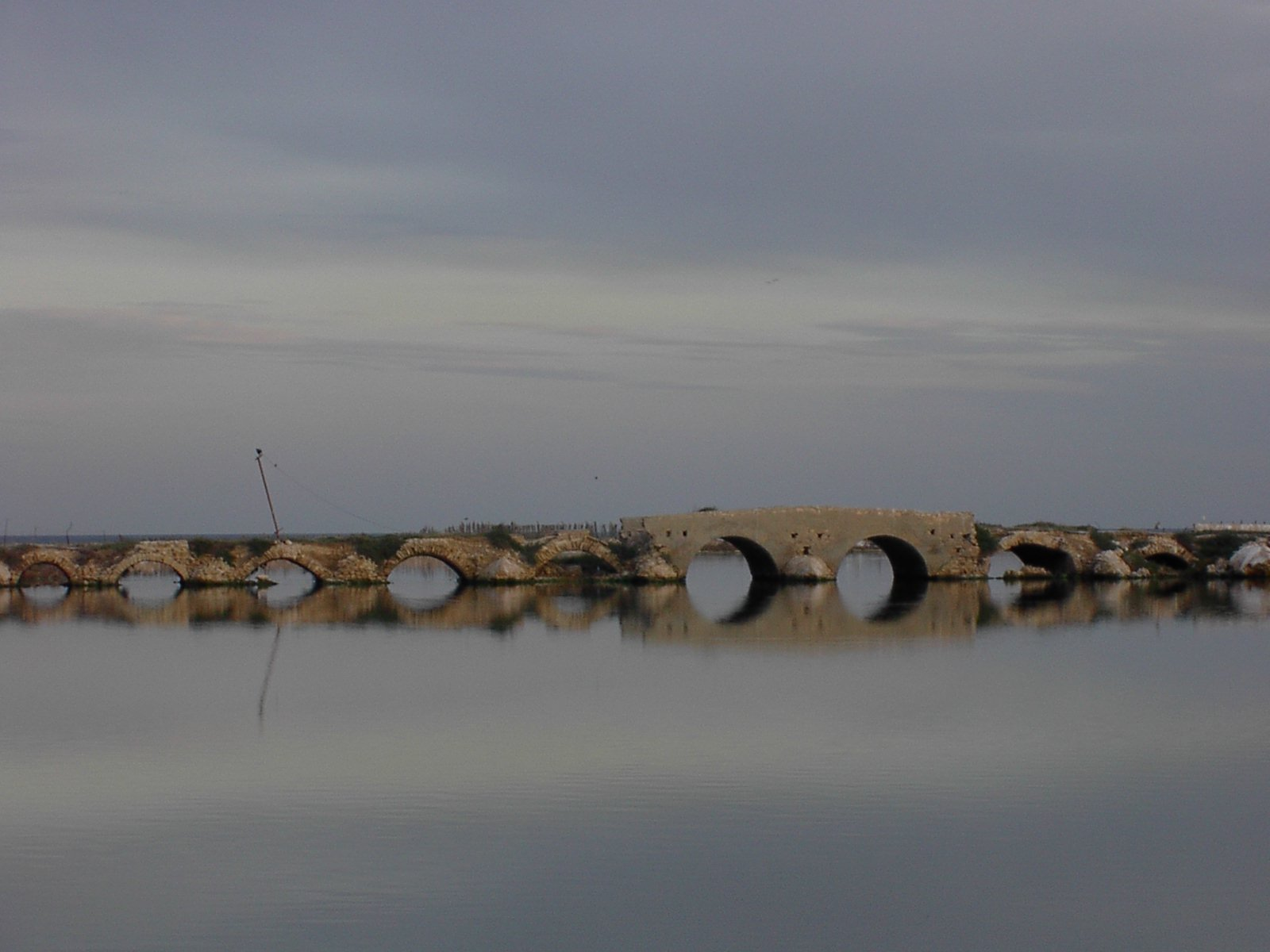
جسر روماني على سبخة حلق المنزل

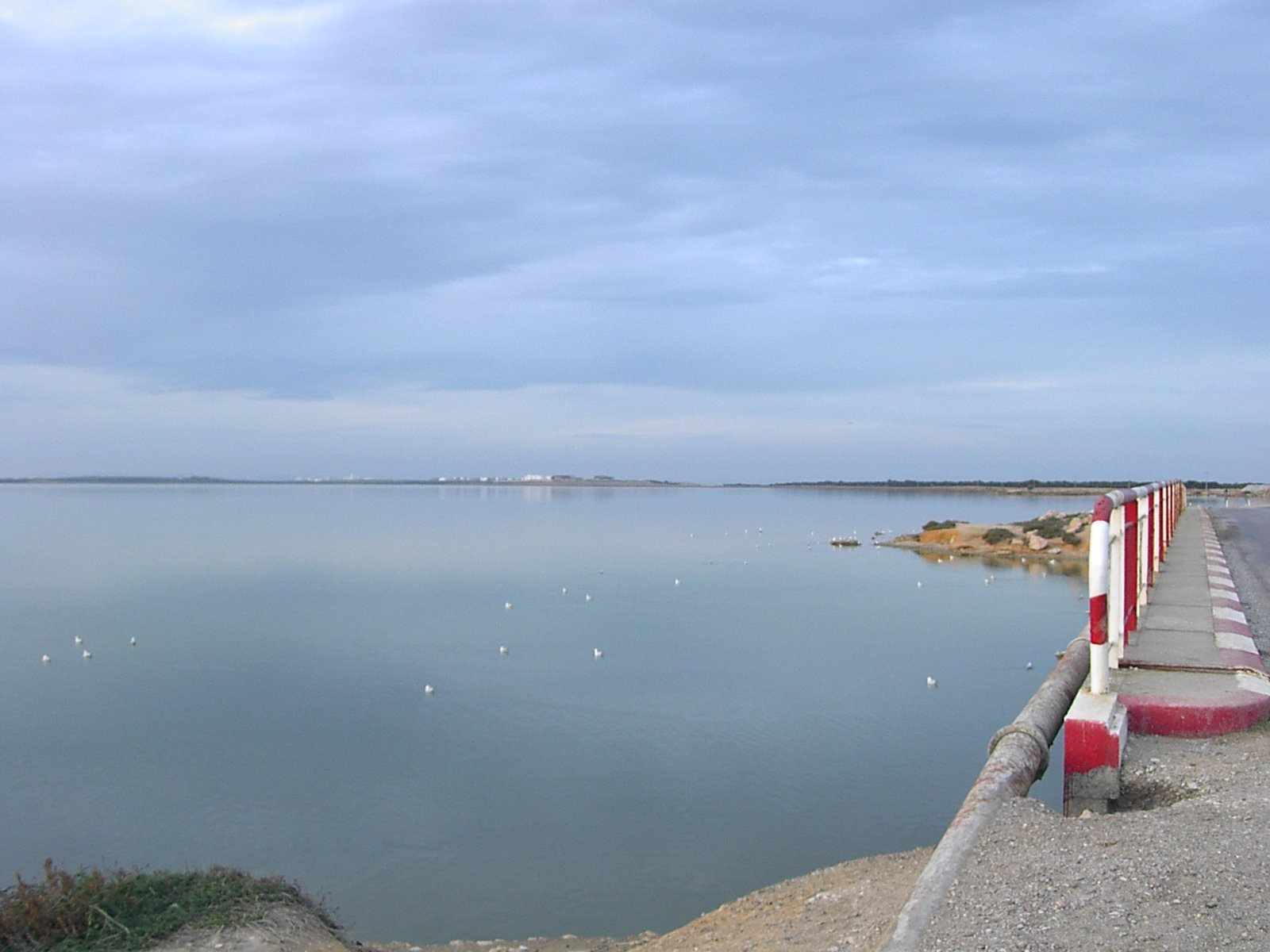
سبخة حلق المنزل

سبخة حلق المنزل سبخة تقع جنوب مدينة هرقلة في ولاية سوسة. تبلغ مساحتها 1.000 هكتارًا، ويبلغ ارتفاعها بين 2 و 10 م عن سطح البحر. تكثر بها في فصل الشتاء طيور النحام الوردي والكركي.
| سبخة حلق المنزل |